# التصنيفات الدولية لترينداد وتوباغو
تتضمن هذه المقالة قائمة التصنيفات الدولية لترينيداد وتوباغو.

## التصنيفات الدولية
| المنظمة                          | المؤشر                        | الترتيب        |
| -------------------------------- | ----------------------------- | -------------- |
| معهد الاقتصاد والسلام            | مؤشر السلام العالمي           | 87 من أصل 144  |
| برنامج الأمم المتحدة الإنمائي    | مؤشر التنمية البشرية          | 64 من أصل 182  |
| الشفافية الدولية                 | مؤشر مدركات الفساد            | 79 من أصل 180  |
| المنتدى الاقتصادي العالمي        | تقرير التنافسية العالمي       | 86 من أصل 133  |
| ذي إيكونوميست                    | مؤشر جودة الحياة عالمياً، 2005 | 51 من أصل 111  |
| مؤسسة التراث/وول ستريت جورنال    | مؤشر الحرية الاقتصادية        | 55 من أصل 157  |
| مراسلون بلا حدود                 | مراسلون بلا حدود              | 28 من أصل 167  |
| المنظمة العالمية للملكية الفكرية | مؤشر الابتكار العالمي، 2024   | 108 من أصل 133 |